# Saint-Martin-d'Ordon
Saint-Martin-d'Ordon é uma comuna francesa na região administrativa de Borgonha-Franco-Condado, no departamento de Yonne. Estende-se por uma área de 10,08 km². Em 2010 a comuna tinha 420 habitantes (densidade: 41,7 hab./km²).